# Uniunea Interparlamentară
Uniunea Interparlamentară (UIP; engleză Inter-Parliamentary Union; franceză L'Union Interparlementaire (UIP)) este o organizație internațională înființată în 1889 de William Randal Cremer (Marea Britanie) și Frédéric Passy (Franța). A fost primul forum permanent pentru negocierile politice multilaterale. Inițial, organizația a fost concepută pentru parlamentari, însă s-a schimbat într-o organizație a parlamentelor statelor suverane. Parlamentele naționale a 162 de state sunt membre UIP, și 10 adunări parlamentare regionale sunt membrii asociați. UIP are statut permanent de observator la Organizația Națiunilor Unite.

## Istorie
Obiectivul inițial al organizației a fost arbitrarea conflictelor. UIP a avut un rol important când a fost creată Curtea Permanentă de Arbitrare de la Haga. De-a lungul timpului, misiunea acesteia s-a orientat să promoveze democrația și dialogul interparlamentar. UIP a lucrat pentru înființarea instituțiilor la nivel interguvernamental, inclusiv Organizația Națiunilor Unite, o organizație cu care cooperează și la care are statut permanent de observator.
Mai multe instituții și-au exprimat interesul unei posibilități de a transforma UIP într-o Adunare Parlamentară a Națiunilor Unite, printre care Comitetul pentru un ONU democratic, Bundestagul german și Internaționala Socialistă. Internaționala Liberală o consideră la rândul ei o opțiune.
Sediul uniunii s-a schimbat de câteva ori încă de la înființare. Locații:
- 1892–1911: Berna (Elveția)
- 1911–1914: Bruxelles (Belgia)
- 1914–1920: Oslo (Norvegia)
- 1921 – permanent în Geneva (Elveția)

## Membrii

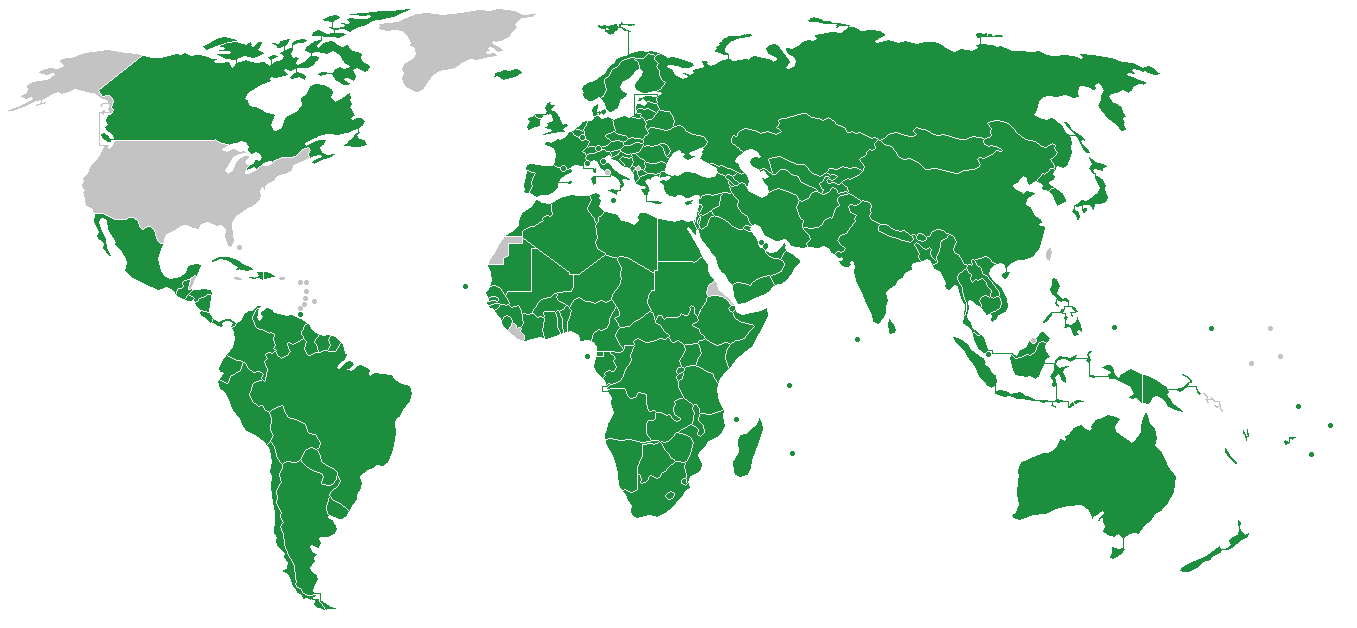
Harta statelor membre UIP

În prezent sunt 162 de state membre și 10 membrii asociați Uniunii Interparlamentare. 
Membrii: Afganistan, Africa de Sud, Albania, Algeria, Andorra, Angola, Arabia Saudită, Argentina, Armenia, Australia, Austria, Azerbaidjan, Bahrain, Bangladesh, Belarus, Belgia, Benin, Bolivia, Bosnia și Herțegovina, Botswana, Brazilia, Bulgaria, , Burkina Faso, Burundi, Cambodgia, Camerun, Canada, Capul Verde, Chile, China, Cipru, Columbia, Comore, Congo, Coreea de Nord, Coreea de Sud, Costa Rica, Coasta de Fildeș, Croația, Cuba, Danemarca, Djibouti, Egipt, El Salvador, Elveția, Emiratele Arabe Unite, Ecuador, Estonia, Etiopia, Fosta Republică Iugoslavă a Macedoniei, Federația Rusă, Finlanda, Franța, Gabon, Gambia, Georgia, Ghana, Grecia, Guatemala, Guineea-Bissau, Ungaria, India, Indonezia, Iran (Republica Islamică), Irak, Irlanda, Israel, Italia, Japonia, Iordania, Kazahstan, Kenya, Kuweit, Kârgâzstan, Laos, Letonia, Lesotho, Liban, Libia, Liberia, Liechtenstein, Lituania, Luxemburg, Malawi, Malaezia, Maldive, Mali, Malta, Marea Britanie, Maroc, Mauritania, Mauritius, Mexic, Micronezia (Statul Federal), Republica Moldova, Monaco, Mongolia, Muntenegru, Mozambic, Namibia, Nepal, Nicaragua, Nigeria, Norvegia, Noua Zeelandă, Oman, Pakistan, Palau, Palestina, Panama, Papua Noua Guinee, Paraguay, Peru, Filipine, Polonia, Portugalia, Qatar, Republica Dominicană, Republica Democratică Congo, Republica Cehă, România, Rwanda, San Marino, Samoa, Sao Tome și Principe, Senegal, Serbia, Seychelles, Sierra Leone, Singapore, Slovacia, Slovenia, Sri Lanka, Sudan, Suedia, Surinam, Siria, Tadjikistan, Tanzania Thailanda, Timorul de Est, Togo, Trinidad și Tobago, Tunisia, Turcia, Ucraina, Uruguay, Venezuela, Vietnam, Yemen, Zambia, Zimbabwe.
Membrii asociați: Parlamentul Andin, Parlamentului Central American, Adunarea Legislativă a Africii de Est, Parlamentul European, Comitetul Interparlamentar al Uniunii Montare și Economice Africane, Parlamentul Americii Latine, Parlamentul Comunității Economice al Statelor din Africa de Vest, Parlamentul Comunității Monetare și Economice al Africii Centrale, Adunarea Parlamentară al Consiliului European, Parlamentul Tranzițional Arab.